# Alberto Montacchini
Alberto Montacchini (Parma, 13 aprile 1894 – Parma, 20 agosto 1956) è stato un fotografo e attore teatrale italiano.
Di modeste origini (suo padre Augusto era un vetturino e sua madre Romilda Aschieri una lavandaia) a 13 anni lavora già come garzone presso lo studio fotografico Vaghi & Carra, imparando i primi rudimenti della fotografia. Intorno al 1920 comincia a lavorare in proprio e nel 1928 apre uno studio in borgo San Biagio. In quell'anno diventa fotografo teatrale con l'esclusiva del Teatro Regio. Ottiene di allestire una sala di posa all'interno del teatro e nel corso degli anni fotografa i maggiori protagonisti della musica operistica e del teatro di quel tempo, tra cui Beniamino Gigli, Renata Tebaldi, Carlo Dapporto e Walter Chiari.
Nel frattempo «Berto», com'era chiamato confidenzialmente, coltivava un'altra passione, quella del teatro. Già prima della Grande Guerra recitò nella «Compagnia Stabile di Parma n.1» assieme all'antifascista Guido Picelli, l'eroe delle barricate di Parma del 1922. Nel 1931 fonda il «Gruppo Artistico per il teatro dialettale Parmense» e si mette in luce come attore comico e caricaturista dalle doti eccezionali. È amico dei poeti Renzo Pezzani e Alfredo Zerbini e dei fratelli Italo e Giulio Clerici, che con la loro «Compagnia Dialetto Parmense» sono suoi diretti concorrenti.
Negli anni '40 va a Roma a Cinecittà per lavorare come attore cinematografico: nel film Rossini del 1942 recita assieme a Nino Besozzi, impersonando il padre di Gioachino Rossini, e interpreta altre tre pellicole minori.
Diventò amico dei grandi dello spettacolo, da Renato Rascel a Peppino ed Eduardo De Filippo, da Gilberto Govi a Cesco Baseggio, con i quali si ritrovava ogni anno al Piccolo Teatro di Milano per la Rassegna sul Teatro dialettale. Ildebrando Pizzetti lo volle accanto a sé al Teatro alla Scala alla prima della sua opera Fra' Gherardo. Gabriele D'Annunzio gli regalò una spilla d'oro e lo definì "uomo faceto". 
Indro Montanelli richiese la sua collaborazione fotografica per il settimanale Tempo. 
Lo studio fotografico di Parma cambia diverse volte sede: piazza Garibaldi (palazzo Fainardi), via al Duomo, via Pisacane (Cine-Foto Bartlett), via Angelo Mazza e infine via Farini. Assieme con Arnaldo Arduini apre a Salsomaggiore in via Roma l'«Emporium fotografia dell'arte», che rimarrà attivo solo per pochi anni, fino al 1945. Nel 1947 fotografa nello studio di via Farini Lucia Bosè, appena eletta miss Italia a Stresa.
Dal matrimonio con Fanny Copercini (1927), nacquero tre figli: Giorgio, Laura (Lalla) e Gianluca. Dopo la morte del padre nel 1956 lo studio venne portato avanti dalla figlia Laura e da Livio Amati fino al 1973 e da quell'anno dai fratelli Laura e Guanluca. Dal 1983 lo studio, trasferitosi in via Antini, è condotto dal figlio Gianluca.
Una prima retrospettiva delle sue fotografie si è tenuta a Parma, a cura del figlio Gianluca e della gallerista Maria Luisa Terenziani, il 10 dicembre 1988.